# Ulrich Sommer (Biologe)
Ulrich Sommer (* 1. September 1952 in Wien) ist ein österreichischer Ökologe, der vor allem aufgrund seiner Arbeiten im Bereich der Limnologie und Meeresbiologie bekannt ist.

## Biografie
Ulrich Sommer begann seine wissenschaftliche Laufbahn als wissenschaftlicher Mitarbeiter am Institut für Pflanzenphysiologie an der Universität Wien, wo er 1977 promoviert wurde und bis 1979 tätig war. Von 1979 bis 1985 ging er als Assistenzprofessor an das limnologische Institut der Universität Konstanz und wurde dort 1985 habilitiert.
1985 wechselte er an das Max-Planck-Institut für Limnologie in Plön und arbeitete dort in der Arbeitsgruppe Ökophysiologie mit Winfried Lampert bis 1991. 1991 wurde Sommer auf den Lehrstuhl für die Mikrobiologie geologischer Prozesse am Institut für Chemie und Biologie des Meeres an der Universität Oldenburg. berufen. 1991 ging er schließlich als Professor für Biologische Ozeanographie an das Leibniz-Institut für Meereswissenschaften (heute Helmholtz-Zentrum für Ozeanforschung Kiel), Experimentelle Ökologie I (Nahrungsnetze), an der Universität Kiel.

## Forschung
Ulrich Sommer widmete sich in seiner Forschung vor allem der Ökologie im Plankton sowie in den Bodenlebensgemeinschaften und untersucht hier die interspezifischen Wechselbeziehungen der Arten, speziell der Konkurrenz und der Ernährung, wobei der Einfluss von Artdominanzen, Co-Existenzen und Artendiversität eine zentrale Rolle spielt. Im Bereich des Mesozooplankton analysiert er die Trophiestufen in Abhängigkeit von der Größe und dem Nährstoffgehalt des Phytoplankton. Zudem ist er Koordinator des DFG-Projektes AQUASHIFT zur Untersuchung der Einflüsse des Klimawandels auf aquatische Ökosysteme, wobei er speziell den Einfluss wärmerer Winter auf die Frühjahrentwicklung des Planktons untersucht.

## Schriften
Neben zahlreichen Fachaufsätzen veröffentlichte Ulrich Sommer auch mehrere Buchpublikationen. Die folgende Liste stellt eine Auswahl aus der Publikationsliste dar:
- W. Lampert, U. Sommer: Limnoecology: the ecology of lakes and streams. Oxford University Press, Oxford 1997 (1. Auflage), 2007 (2. Auflage). ISBN 978-0-19-921393-1 doi:10.1093/plankt/fbn013
- Biologische Meereskunde. Springer-Verlag, Berlin und Heidelberg 1998 (1. Auslage), 2005 (2. Auflage). ISBN 978-3-662-49881-1 doi:10.1007/b139053
- U. Sommer U, B. Worm: Competition and coexistence. Springer-Verlag, Berlin 2002. ISBN 978-3-642-56166-5 doi:10.1007/978-3-642-56166-5
- W. Lampert, U. Sommer: Limnoökologie. Thieme Verlag, Stuttgart 1993 (1. Auflage), 1999 (2. Auflage). ISBN 978-3-13-986402-6
- W. Lampert, U. Sommer: Ekologia wod srodladowych. Wydawnictwo Naukowe PWN, Warschau 1996. ISBN 83-01-13387-2
- Algen, Quallen, Wasserfloh: Die Welt des Planktons. Springer-Verlag, Berlin 1996. ISBN 978-3-540-60307-8 doi:10.1007/978-3-642-61033-2
- Planktologie. Springer-Verlag, Berlin 1994. ISBN 978-3-540-57676-1 doi:10.1007/978-3-642-78804-8
- J. Padisák, C.S. Reynolds, U. Sommer (Hrsg.): Intermediate disturbance hypothesis in phytoplankton ecology. In: Hydrobiologia, 249, 1993, ISSN 0018-8158, S. 183–188 (PDF; 654 KB).
- Plankton ecology, succession in plankton communities. Springer-Verlag, Berlin 1989. ISBN 978-3-642-74892-9
- Experimental Systems in Aquatic Ecology 2012, doi:10.1002/9780470015902.a0003180.pub2 In: Encyclopedia of Life Sciences, John Wiley & Sons 2001, ISBN 978-0-470-0159-02, doi:10.1002/047001590X
- Freshwater and Marine Ecology Springer Cham, 2023, ISBN 978-3-031-42461-8, E-Book: ISBN 978-3-031-42459-5 doi:10.1007/978-3-031-42459-5